# Marija Pevčichová
Marija Konstantinovna Pevčichová (rusky Мария Константиновна Певчих; * 15. srpna 1987) je ruská investigativní novinářka a protikorupční aktivistka. Od března 2023 působí jako předsedkyně správní rady Fondu boje s korupcí.

## Život
Pevčichová absolvovala gymnázium, poté vystudovala fakultu sociologie Moskevské státní univerzity, kde byl vedoucím její práce „Etnosociologický portrét moderní Velké Británie“ Alexander Dugin. V roce 2010 se přestěhovala do Spojeného království, kde vystudovala fakultu politologie na London School of Economics.
Má dvojité občanství, Ruska a Velké Británie.
Pevčichová byla v roce 2020 jedním z lidí, kteří byli s opozičním lídrem Alexejem Navalným během cesty Ruskem, když byl otráven. Když vyšlo najevo, že upadl do kómatu, Pevčichová z hotelu, kde bydlel, odnesla plastové lahve s vodou. Lahve pak byly odvezeny z Ruska do Německa letadlem, kterým byl Navalnyj evakuován. Odborníci později na jedné z nich našli stopy po chemické bojové látce novičok.
Do funkce předsedkyně správní rady Fondu boje s korupcí byla Pevčichová jmenována 22. března 2023 poté, co z ní odstoupil Leonid Volkov.